# Список пятидесятнических деноминаций

Список пятидесятнических церквей содержит перечень деноминаций внутри пятидесятнического и харизматического движения. Классификация имеет значение для понимания ветвей пятидесятнического движения.
Хотя многие аспекты пятидесятнического вероучения существовали и ранее, датой возникновения пятидесятничества принято считать 1 января 1901 года. Первоначально пятидесятники не собирались создавать собственной деноминации и представляли себя как богословскую идею внутри движения святости. Лишь будучи отвергнутыми традиционными протестантскими деноминациями, пятидесятники начали создавать собственные церковные союзы. В настоящее время пятидесятников делят на несколько групп:

## Пятидесятники-тринитарии

### Пятидесятники трёх благословений
Также известны как пятидесятники трёх переживаний (кризисов), пятидесятники веслиянской (методистской) традиции, пятидесятники Движения Святости. Были первой (и до 1910 года единственной) группой пятидесятников. Вышли из методистских церквей и церквей Движения святости. Согласно учению данных пятидесятников в процессе спасения христианин проходит через три духовных этапа (кризиса) — обращение (покаяние), освящение и крещение Духом Святым. Под освящением понимается конкретное событие, которое происходит после покаяния, но перед духовным крещением. Опыт освящения приготавливает верующего к принятию Духа Святого.
- Конгрегациональная церковь святости (США)
- Международная пятидесятническая церковь святости
  - Пятидесятническая веслиянская методистская церковь Бразилии
- Объединённая евангельская пятидесятническая церковь (Бразилия)
- (Первоначальная) Церковь Бога (Церковь Бога (Чатануга)) (США)
- Пятидесятническая методистская церковь Чили
- Пятидесятническая церковь Чили
- Церковь Бога (СССР)
- Церковь Бога (Горная Ассамблея)
- Церковь Бога (Кливленд, Теннесси), в том числе:
  - Апостольская церковь Румынии
  - Божья церковь полного Евангелия (Гватемала)
  - Божья церковь полного Евангелия в Южной Африке
  - Вефильская церковь в Индонезии
  - Новозаветная Церковь Бога (Центральная Америка)
  - Полноевангельская церковь Бога (Индия)
- Федерация Пятидесятнических церквей «Альфа и Омега» (США и Центральная Америка)
- Церковь Бога во Христе
- Церковь Бога по вере (США)
- Церковь Бога пророчеств
- Церковь божественного Исцелителя (Гана)
- Церковь верующих в полное Евангелие (Эфиопия)
- Церковь живого Бога (США)
- Церковь Иисуса Христа (Бразилия)

### Пятидесятники двух благословений
Также известны как пятидесятники двух переживаний (кризисов), пятидесятники баптистской традиции. Сформировались под влиянием баптистского проповедника Уильяма Дархэма (1873—1912), учившего о двух духовных переживаниях — обращении и крещении Духом Святым. Пятидесятники двух духовных благословений верят, что освящение является процессом всей христианской жизни. Учение Дархэма приняли выходцы из баптистских и пресвитерианских церквей.
- Ассамблеи Бога, в том числе:
  - Австралийские христианские церкви
  - Апостольская церковь в Республике Словакия
  - Венгерские пятидесятнические церкви
  - Евангельские ассамблеи Бога (Мозамбик)
  - Объединенная пятидесятническая и евангельская церковь (Нидерланды)
  - Объединенная Церковь Христиан Веры Евангельской в Беларусии
  - Пятидесятнические ассамблеи Ньюфаундленда и Лабрадора (Канада)
  - Пятидесятнические ассамблеи Канады
  - Пятидесятнические ассамблеи Бога (Уганда)
  - Пятидесятническая церковь в Польше
  - Российская церковь христиан веры евангельской
  - Российские ассамблеи Бога христиан веры евангельской
  - Федерация пятидесятнических церквей (Германия)
  - Церковь христиан веры евангельской Украины
  - Швейцарская пятидесятническая миссия
- Ассоциация пятидесятнических церквей Руанды
- Африканские Ассамблеи Бога (ЮАР)
- Баптистская церковь Запада (ЦАР)
- Вефильская пятидесятническая скиния (Папуа-Новая Гвинея)
- Евангелическая миссия цыган «Жизнь и свет» (Франция)
- Евангелическая пятидесятническая миссия Анголы
- Евангелическая пятидесятническая церковь «Бразилия за Христа»
- Евангелическая пятидесятническая церковь Чили
- Евангельская церковь Князя Мира (Центральная Америка)
- Елимское пятидесятническое братство Уганды
- Заирская евангелическая миссия (ДРК)
- Зимбабвийские Ассамблеи Бога в Африке
- Индийская пятидесятническая церковь Бога
- Кенийские церкви полного Евангелия
- Международная миссия апостольской веры, в том числе:
  - Миссия апостольской веры в Южной Африке
- Международная церковь четырёхстороннего Евангелия
- Независимые ассамблеи Бога (США)
- Независимые евангелические церкви (Мексика)
- Объединенная церковь христиан веры евангельской
- Пятидесятническая община в Демократической Республике Конго
- Пятидесятническая протестантская церковь (ЮАР и др. страны)
- Пятидесятническая церковь «Бог есть Любовь» (Бразилия)
- Пятидесятническая церковь Бога (США и др. страны)
- Пятидесятническая церковь Бога (Чили)
- Пятидесятническая церковь «Елим» (Великобритания)
- Пятидесятническое евангельское братство Африки (Кения)
- Свободная пятидесятническая церковь Танзании
- Собор благословения (Бразилия)
- Сообщество пятидесятнических церквей Бурунди
- Союз евангельских церквей «Елим» (ЦАР)
- Сурабайская пятидесятническая церковь (Индонезия)
- Филадельфийская евангелическая церковь (Испания)
- Христианская церковь «Маранафа» (Бразилия)
- Христианские конгрегации Бразилии
- Церкви открытого библейского стандарта (США)
- Церковь пятидесятнического движения (Индонезия)

### Апостольские пятидесятники
Во главе движения стоят «апостолы» и «пророки». Своими корнями восходит к пробуждению в Уэльсе в 1904 году.
- Апостольская церковь[англ.]
  - Апостольская церковь в Великобритании
  - Апостольская церковь Ганы[6]
  - Апостольская церковь Дании
  - Апостольская церковь Италии
  - Апостольская церковь Камеруна
  - Апостольская церковь Нигерии
- Миссия новозаветной веры (Нигерия)
- Церковь Пятидесятницы (Гана)[6]

### Радикальные пятидесятники
Небольшая группа отдельных церквей и малочисленных союзов. Придерживаются радикальных взглядов на возможность чудес — исцеления, вознесения, воскресения. Основываясь на некоторых текстах Библии (Мк. 16:18 и др.) прибегают к весьма крайним практикам, например, используют змей на богослужениях. Расположены главным образом в США.
- Церковь Бога со знамениями[англ.]

### Субботствующие пятидесятники
В данную группу выделены различные мелкие пятидесятнические общины, которые соблюдают субботу, а также ряд других ветхозаветных постановлений.
- Евангельские христиане святые сионисты (Украина, Белоруссия, Молдавия)
- Международная евангельская церковь «Воины креста Христова» (Куба, США, Латинская Америка, Европа)
- Пятидесятническая церковь Живого Бога седьмого дня
- Пятидесятнические ассамблеи седьмого дня (США, Канада, Гана, Нигерия)
- Субботствующие пятидесятники (Украина)
- Церковь Бога (Иерусалимской земли) (США)

К субботствующим пятидесятникам также относится ряд унитарианских пятидесятнических церквей (Истинная церковь Иисуса) и общин независимых африканских пятидесятников (Назаретская баптистская церковь).

## Независимые африканские пятидесятники
Группа пятидесятнических деноминаций, возникших на африканском континенте без влияния западных миссионеров. В богослужебных практиках используют обряды, схожие с местными африканскими культами. Зачастую независимых африканских пятидесятников обвиняют в синкретизме или считают формой традиционных африканских верований.
- Апостольская церковь Христа (Нигерия)
- Искупленная христианская церковь Божья (Нигерия и весь мир)
- Назаретская баптистская церковь (ЮАР)
- Нигерийская сионская церковь херувимов и серафимов
- Нигерийское христианское братство
- Церковь Бога (Аладура) (Нигерия и др.)

## Китайские «домашние» пятидесятнические церкви
- Китайское евангельское братство
- Церковь «Китай за Христа»

## Пятидесятники-унитарии
Группа пятидесятнических деноминаций, отвергающих доктрину Троицы. См. подробно пятидесятники-единственники.
- Апостольская преодолевающая святая церковь Бога (США)
- Апостольская церковь имени Иисуса в Эквадоре
- Апостольская церковь Пятидесятницы (Канада)
- Апостольская церковь Эфиопии
- Ассамблеи Господа Иисуса Христа (США)
- Всемирные церкви библейского пути Господа нашего Иисуса Христа (США и др.)
- Церковь истинного Иисуса
- Крестовый поход чудес Иисуса (Филиппины)[9]
- Миссия апостольской веры (США)
- Международная объединённая пятидесятническая церковь
- Пятидесятническая церковь Индонезии
- Пятидесятнические ассамблеи мира
- Церковь евангельских христиан в духе апостолов
- Церковь Господа нашего Иисуса Христа апостольской веры (США)

## Харизматы

### Независимые харизматические церкви
- Ассоциация церквей Виноградника
- Библейская церковь глубокой христианской жизни (Нигерия)
- Братство баптистских церквей полного Евангелия (США)
- Братство «Новая Жизнь» (Индия)
- Вселенская церковь Царства Божия (Бразилия и весь мир)
- Городская церковь урожая (Сингапур)
- Евангельское сообщество «Исцели нашу землю» (Бразилия)
- Елимское братство (США)
- Новое поколение
- Слово жизни
- Посольство Божье
- Харизматическая церковь Уганды
- Христианская церковь «Mana» (Португалия)
- Христианская церковь «Новая жизнь» (Бразилия)
- Церкви полного Евангелия
- Церковь веры (Венгрия)
- Церковь «Все народы»
- Церковь возрождения во Христе (Бразилия)
- Церковь «Иисус — Господь» (Филиппины)
- Церковь Слова (Гватемала)
- Часовня на Голгофе[10]

И многие другие.

## Крупнейшие пятидесятнические церкви
| №  | Деноминация                                                   | Численность верующих | страна              |
| -- | ------------------------------------------------------------- | -------------------- | ------------------- |
| 1  | Всемирное братство Ассамблей Бога                             | 67 500 000           | Весь мир            |
| 2  | Церковь «Китай за Христа»                                     | 12 000 000           | Китай               |
| 3  | Китайское евангельское братство                               | 10 000 000           | Китай               |
| 4  | Церковь Бога во Христе                                        | 10 000 000           | США и др.           |
| 5  | Вселенская церковь «Царство Божие»                            | 8 000 000            | Бразилия и весь мир |
| 6  | Международная церковь четырёхстороннего Евангелия             | 7 500 000            | Весь мир            |
| 7  | Церковь Бога                                                  | 7 000 000            | Весь мир            |
| 8  | Искупленная христианская церковь Божья                        | 7 000 000            | Нигерия и весь мир  |
| 9  | Апостольская церковь Христа                                   | 5 000 000            | Нигерия             |
| 10 | Апостольская церковь Нигерии                                  | 4 500 000            | Нигерия             |
| 11 | Международная пятидесятническая церковь святости              | 4 000 000            | Весь мир            |
| 12 | Назаретская баптистская церковь                               | 4 000 000            | ЮАР                 |
| 13 | Церковь «Иисус — Господь»                                     | 4 000 000            | Филиппины           |
| 14 | Христианские конгрегации Бразилии                             | 3 500 000            | Бразилия и др.      |
| 15 | Международная объединённая пятидесятническая церковь          | 3 000 000            | Весь мир            |
| 16 | Пятидесятническая церковь «Бог есть Любовь»                   | 3 000 000            | Бразилия и др.      |
| 17 | Апостольская церковь, международная                           | 3 000 000            | Эфиопия             |
| 18 | Церковь истинного Иисуса                                      | 2 500 000            | Китай и весь мир    |
| 19 | Церковь возрождения во Христе                                 | 2 300 000            | Бразилия и др.      |
| 20 | Церковь Пятидесятницы                                         | 2 100 000            | Гана и др.          |
| 21 | Евангелическая пятидесятническая церковь «Бразилия за Христа» | 2 000 000            | Бразилия и др.      |
| 22 | Зимбабвийские Ассамблеи Бога в Африке                         | 2 000 000            | Зимбабве            |
| 23 | Церковь Бога пророчеств                                       | 1 500 000            | Весь мир            |
| 24 | Миссия апостольской веры в Южной Африке                       | 1 400 000            | ЮАР                 |
| 25 | Пятидесятнические ассамблеи мира                              | 1 300 000            | США и др.           |
| 26 | Все народы                                                    | 1 100 000            | Весь мир            |
| 27 | Индийская пятидесятническая церковь Бога                      | 1 000 000            | Индия               |
| 28 | Ассоциация пятидесятнических церквей Руанды                   | 1 000 000            | Руанда              |
| 29 | Сообщество пятидесятнических церквей Бурунди                  | 1 000 000            | Бурунди             |
| 30 | Христианская церковь «Маранафа»                               | 1 000 000            | Бразилия            |